# Сьвешево (гміна Покшивниця)
Сьвешево (пол. Świeszewo) — село в Польщі, у гміні Покшивниця Пултуського повіту Мазовецького воєводства.
Населення — 48 осіб (2011).
У 1975-1998 роках село належало до Цехановського воєводства.

## Демографія
Демографічна структура станом на 31 березня 2011 року:
|          | Загалом | Допрацездатний вік | Працездатний вік | Постпрацездатний вік |
| -------- | ------- | ------------------ | ---------------- | -------------------- |
| Чоловіки | 24      | 11                 | 11               | 2                    |
| Жінки    | 24      | 9                  | 11               | 4                    |
| Разом    | 48      | 20                 | 22               | 6                    |